# Paul Wittgenstein
Paul Wittgenstein (Vienna, 5 novembre 1887 – New York, 3 marzo 1961) è stato un pianista austriaco naturalizzato statunitense nel 1946.

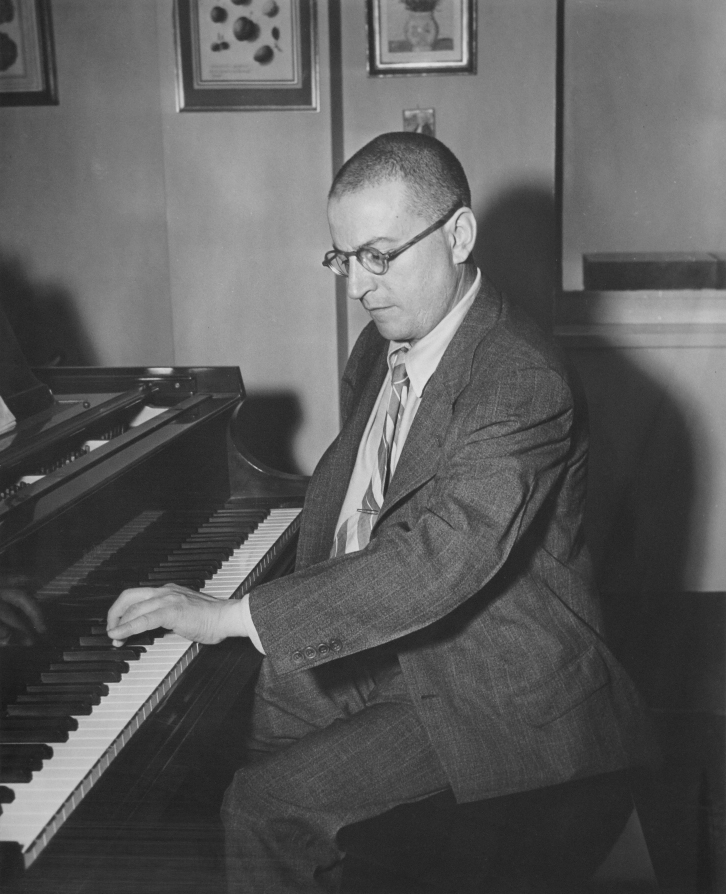
Foto di Paul Wittgenstein

Perse il braccio destro durante la prima guerra mondiale, ma continuò comunque ad esibirsi suonando con il solo braccio sinistro, e commissionò diversi lavori a importanti compositori.

## Biografia
Figlio dell'industriale Karl Wittgenstein e fratello maggiore del filosofo Ludwig Wittgenstein, crebbe in un ambiente frequentato da importanti personalità della musica come Johannes Brahms, Gustav Mahler e Richard Strauss, con il quale il giovane Paul suonava in duo.
Studiò con Malvine Bree, quindi con il più noto virtuoso polacco Teodor Leszetycki; debuttò sulle scene nel 1913, meritandosi alcune critiche favorevoli.
L'anno seguente, allo scoppio della guerra, fu chiamato alle armi nell'esercito austro-ungarico. Ferito durante un'azione in Polonia contro l'esercito russo, fu catturato e il suo braccio destro dovette essere amputato. Durante la convalescenza, Wittgenstein decise di continuare a suonare il pianoforte, anche usando solo l'unico braccio rimasto.
Al termine del conflitto, Wittgenstein mise in atto la sua promessa, scrivendo riduzioni di pezzi per sola mano sinistra e studiando brani nuovi composti espressamente per lui dal suo vecchio insegnante, Josef Labor, il quale era cieco. Riprese a dare concerti, suscitando ovunque ammirazione ed affetto.
Entrò quindi in contatto con altri famosi compositori, chiedendo loro di scrivere per lui pezzi che potesse eseguire. Benjamin Britten, Paul Hindemith, Erich Wolfgang Korngold, Franz Schmidt e Richard Strauss vennero incontro alle sue richieste. Maurice Ravel scrisse per lui il Concerto per pianoforte per la mano sinistra, il più noto dei pezzi ispirati e richiesti da Wittgenstein. Sergej Prokof'ev compose per lui il Concerto in Si bemolle maggiore; Wittgenstein disse di non riuscire a comprenderlo, e non lo suonò mai in pubblico.
Molti dei brani commissionati da Wittgenstein sono ancora oggi suonati frequentemente da pianisti dotati dell'uso di entrambe le braccia; in particolare, l'austriaco Friedrich Wührer, affermando di aver avuto l'autorizzazione del compositore, ma, a quanto sembra, passando sopra le obiezioni di Wittgenstein, ha scritto arrangiamenti a due mani dei lavori per mano sinistra di Franz Schmidt.  Altri pianisti che, come Wittgenstein, per qualsiasi motivo hanno perso l'uso del braccio destro, come Leon Fleisher e João Carlos Martins, hanno anch'essi suonato pezzi composti per lui.
La famiglia Wittgenstein si era convertita al Cristianesimo tre generazioni prima della nascita di Paul dal lato paterno e due generazioni prima dal lato materno: ciò nonostante, aveva comunque ascendenze ebraiche e, con le leggi di Norimberga, venne classificata come ebrea. Dopo l'ascesa del nazismo in Germania nel 1933 e l'annessione dell'Austria nel 1938, Paul cercò di convincere le sue sorelle Helene e Hermine a lasciare Vienna, ma esse si rifiutarono: legate alla loro patria, non potevano credere che una famiglia così in vista come la loro potesse essere in qualche modo in pericolo. Ludwig già da alcuni anni viveva in Inghilterra e Margarete (Gretl), un'altra sorella, era sposata a un americano. Paul, al quale il regime nazista aveva proibito di esibirsi in concerti pubblici, partì per gli Stati Uniti nel 1938. Da lì, assieme alla sorella Gretl e grazie anche all'aiuto di Ludwig, che aveva acquisito la cittadinanza britannica nel 1939, riuscì, grazie alle fortune finanziarie, in gran parte conservate all'estero, e alle conoscenze della famiglia, a ottenere che le due sorelle rimaste in Austria fossero considerate non-ebree.
Presumibilmente, per far ciò la famiglia Wittgenstein dovette cedere le proprietà in Germania e nei territori occupati dalle truppe tedesche, in cambio di una favorevole interpretazione della legge razziale per Helene e Hermine e della protezione loro accordata perché potessero continuare a vivere nel palazzo di famiglia a Vienna.
Paul divenne cittadino degli Stati Uniti nel 1946, dove trascorse il resto della sua vita, affiancando all'attività di concertista anche quella di insegnante. Morì a New York nel 1961.

## La figura nei media
Lo scrittore John Barchilon ha scritto un romanzo ispirato alla sua vita, intitolato The Crown Prince.
In un episodio della serie TV M*A*S*H, "Morale Victory", l'attore James Stephens interpreta il ruolo di un pianista che in combattimento (la serie è ambientata durante la guerra di Corea) perde l'uso della mano destra: il maggiore Charles Winchester (David Ogden Stiers) gli dà lo spartito del Concerto per la mano sinistra di Ravel e gli racconta la vita di Wittgenstein, incoraggiandolo a non rinunciare al suo talento musicale.